# Мінеральна вода Буковинська-2
Мінера́льна вода́ Букови́нська-2 — гідрологічна пам'ятка природи місцевого значення в Україні. Розташована в межах Сторожинецького району Чернівецької області, в центральній частині села Буденець. 
Площа 0,3 га. Статус присвоєно згідно з рішенням облвиконкому від 30.05.1979 року № 198. Перебуває у віданні: Буденецький завод мінеральних вод. 
Статус присвоєно для збереження джерела мінеральної води (гідрокарбонатно-натрієва). Мінералізація 1,1 г/л. Дебіт 150000 л/добу. Джерело каптажоване, використовується туристично-оздоровчим комплексом «Срібні води».